# David Schneider (anthropologue)
Pour les articles homonymes, voir David Schneider et Schneider.
David Schneider, né le 11 novembre 1918 à New York et décédé le 30 octobre 1995, est un anthropologue américain, ayant exercé une grande influence au sein de l'université de Chicago où il enseigne jusqu'en 1984. Il conduit des recherches de terrain à Yap aux États fédérés de Micronésie.
La plus grande partie de son travail s'est faite dans le champ des études de parenté. Il s'oppose notamment à l'approche structuraliste de la parenté que Lévi-Strauss présente dans Les Structures élémentaires de la parenté.